# Until It's Gone
"Until It's Gone" é uma canção da banda americana de rock Linkin Park. A música foi gravada para o sexto álbum de estúdio do grupo, The Hunting Party, sendo a sétima faixa deste disco. Produzida por Mike Shinoda e Brad Delson, a canção foi lançada como single em maio de 2014 pelas gravadoras Warner Bros. Records e Machine Shop.
O videoclipe da canção foi lançado oficialmente a 11 de junho de 2014.

## Contexto
Segundo o site AltWire, "a canção começa com uma linha de sintetizador similar a 'Numb' do álbum Meteora de 2003, e dá uma virada inesperada para um som gótico, se tornando uma das melhores canções do álbum; com um belo backing vocal no refrão e sons de orquestra no fundo, ela fica e impacta após a parte 'it's gone'. Similar a sonoridade do disco A Thousand Suns de 2010, Bennington olha para uma relação falha do passado e não divaga".

## Faixas
| Digital download |                   |         |  |
| N.º              | Título            | Duração |  |
| 1.               | "Until It's Gone" | 3:41    |  |

| CD Single      |                                               |         |  |
| N.º            | Título                                        | Duração |  |
| 1.             | "Until It's Gone"                             | 3:41    |  |
| 2.             | "Guilty All the Same" (participação de Rakim) | 5:55    |  |
| Duração total: | Duração total:                                | 9:36    |  |

## Recepção
A revista americana Billboard deu um parecer positivo a canção, dizendo que "que o efeito sintetizador lembra 'Numb' e se mistura com uma jorrada de guitarra, fazendo da canção um electro-rock filosofal. [...] Bennington ainda traz letras que soam clichês para os fãs mais antigos."

## Tabelas musicais
| Paradas (2014)                                  | Melhor posição |
| ----------------------------------------------- | -------------- |
| Austrália (ARIA)                                | 58             |
| Áustria (AUT)                                   | 33             |
| França (SNEP)                                   | 104            |
| Suíça (Schweizer Hitparade)                     | 23             |
| Reino Unido (The Official Charts Company)       | 78             |
| Reino Unido (UK Rock Chart)                     | 1              |
| Estados Unidos (Bubbling Under Hot 100 Singles) | 15             |
| Estados Unidos (Alternative Songs)              | 19             |
| Estados Unidos (Hot Mainstream Rock Tracks)     | 7              |
| Estados Unidos (Hot Rock Songs)                 | 17             |

## Equipe e colaboradores
| Músicos da banda - Chester Bennington – vocais - Mike Shinoda – vocais, guitarra base, teclado - Brad Delson – guitarra solo - Dave "Phoenix" Farrell – baixo - Joe Hahn – turntables, programação - Rob Bourdon – bateria | Equipe técnica - Ethan Mates - engenheiro de som |

## Histórico de lançamento
| Região   | Data               | Formato          | Gravadora            |
| -------- | ------------------ | ---------------- | -------------------- |
| Mundo    | 6 de maio de 2014  | Download digital | Warner Bros. Records |
| Alemanha | 30 de maio de 2014 | CD               | Warner Bros. Records |
| Alemanha | 30 de maio de 2014 | Download digital | Warner Bros. Records |
| Suíça    | 30 de maio de 2014 | CD               | Warner Bros. Records |